# Магистрала на имигрантите
Магистралата на имигрантите (на португалски: Rodovia dos Imigrantes, SP-160) е автомагистрала в щата Сау Паулу, Бразилия.
С дължина 58,5 километра тя свързва град Сау Паулу с атлантическото крайбрежие и градовете Сау Висенти и Прая Гранде. Открита е през 1974 година и носи името на имигрантите, заселили щата.